# Kasteel van Solre-sur-Sambre
Het Kasteel van Solre-sur-Sambre is een kasteel dat zich in het dorp Solre-sur-Sambre bevindt.

## Geschiedenis
Het huidige kasteel is gebouwd rond 1400 en is een voorbeeld van Henegouwse militaire architectuur, ondanks het feit dat in latere jaren nog wijzigingen zijn aangebracht. Het is gelegen aan de samenvloeiing van de Samber en de Thure. Door de laatste rivier wordt de omgrachting gevoed. Het kasteel moest het graafschap Henegouwen zowel tegen Frankrijk als tegen het prinsbisdom Luik beschermen.
Opvallend is de vierkante plattegrond met de centrale zware vierkante donjon aan de noordzijde, waarin zich ook de toegangspoort bevindt. Deze donjon is ouder, en wel 13e-eeuws. Hij heeft een gotisch poortgewelf en een 13e-eeuwse gebeeldhouwde stenen schouw. De toren wordt op symmetrische wijze geflankeerd door twee vleugels, die elk door een identieke ronde toren worden afgesloten. Ook aan de achterzijde zijn twee van zulke torens te vinden, maar deze zijn tot een bouwval geworden. Dit alles omsluit een vierkant plein.
In 1593 werd een woonhuis en een schuur aangebouwd.
Het kasteel is ook tegenwoordig nog privébezit, momenteel in handen van de Merode-familie en niet toegankelijk voor het publiek. Het bevat overigens geen stijlkamers of iets dergelijks.

## Bezitsgeschiedenis
- 1244-1410: huis Barbençon
  - Nicolaas II Barbençon was de eerste heer van Solre-sur-Sambre. Hij stichtte in 1244 de Abdij van de Thure en stierf in 1256.
  - Arnould van Barbençon was de laatste Barbençon in de mannelijke lijn. Zijn dochter Catherine huwde met Gilles II van Mortagne.
- 1410-1480: Huis de Mortagne
  - Gilles II van Mortagne. Deze trachtte in 1433 samen te zweren tegen Filips de Goede, die toen het graafschap Henegouwen beheerde voor Jacoba van Beieren. Hij werd ter dood gebracht en zijn bezit, waaronder het kasteel van Solre-sur-Sambre en het kasteel van Potelles, werd verbeurd verklaard. Het kasteel te Solre werd geschonken aan Anton van Croÿ, die het echter weer terugverkocht aan de broer en zus van Gilles II.
  - Antoine van Mortagne was de laatste Mortagne die het kasteel bezat.
- 1480-1628: huis Carondelet
  - Omstreeks 1480 werd het kasteel door Antoine verkocht aan Jan I Carondelet (1429-1501). Diens kleinzoon, Ferry Carondelet (1473-1528) was adviseur van Margaretha van Oostenrijk, landvoogd van de Nederlanden. Ferry heeft een praalgraf in de Cathédrale Saint-Jean te Besançon.
- 1628-1857: huis Merode
  - Anne-Françoise de Carondelet (1615-1668) trouwde met Maximiliaan Anton van Merode (1611-1670) in 1628. Zo kwam het bezit aan het huis Merode.
  - Félix de Mérode woonde hier tijdens de Belgische Opstand van 1830.
- 1857-1989: huis Wignacourt
  - Marie-Théoduline de Merode (1817-1909) trouwde in 1843 met Alof de Wignacourt (1815-1897). Toen Félix in 1857 stierf kwam het kasteel dus aan het huis Wignacourt.
  - Alof Marquis Philippe de Wignacourt (1847-1925)
  - Etienne de Wignacourt (1876-1945)
  - Eliane de Wignacourt (1917-2006)
- 1989-heden: huis Merode
  - Alexandre de Merode (1934-2002) kocht het kasteel van Eliane in 1989.
  - Amaury de Merode, de huidige eigenaar (2011)